# Muv-Automobilwerke
Die Muv-Automobilwerke Meier und Voigt (in der gleichen Quelle findet sich auch die Schreibweise Muve-Automobilwerk Meier u. Voigt) waren ein deutsches Unternehmen im Bereich von Automobilen. Andere Quellen schreiben Mier & Vogt.

## Unternehmensgeschichte
Das Unternehmen entstand im März 1920 als Nachfolgeunternehmen von Mechanik-Automobil und Maschinenbau Werkstätte Meier u. Voigt, das seit 1916 bestand. Der Standort war laut einer Quelle an der Friedrichstraße in Naumburg (Saale). 1921 begann die Vermarktung von Automobilen, die bis 1925 lief. Der Markenname lautete Muvo. Eine andere Quelle gibt den Zeitraum mit irgendwann zwischen 1921 und 1925 an. Eine Verbindung zu Peter & Moritz aus derselben Stadt ist möglich, aber nicht belegt.

## Fahrzeuge
Im Angebot standen Kleinwagen. Weitere Details sind nicht bekannt.